# 石壁乡
石壁乡，是中华人民共和国山西省临汾市古县下辖的一个乡镇级行政单位。2021年5月，撤销石壁乡、永乐乡，合并设立三合镇。

## 行政区划
石壁乡下辖以下地区：
五马岭村、贾村、左村、石壁村、高庄村、三合村、高城村、胡洼村、上治村、连庄村和王滩村。